# Człuchów
Człuchów (in casciubo Człuchòwò, in tedesco Schlochau) è una città polacca del distretto di Człuchów nel voivodato della Pomerania.

## Geografia
Il comune ricopre una superficie di 12,48 km² e nel 2007 contava 14 517 abitanti. La città più vicina è Chojnice, collocata 15 km a est di Człuchów.

## Società

### Evoluzione demografica

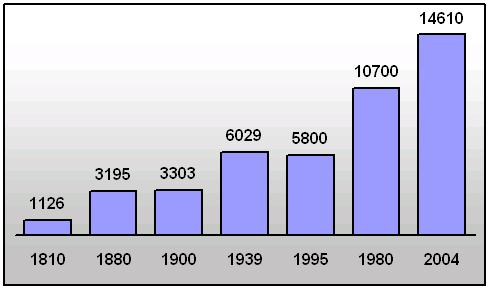
Andamento della popolazione di Czluchow dal 1810 al 2004

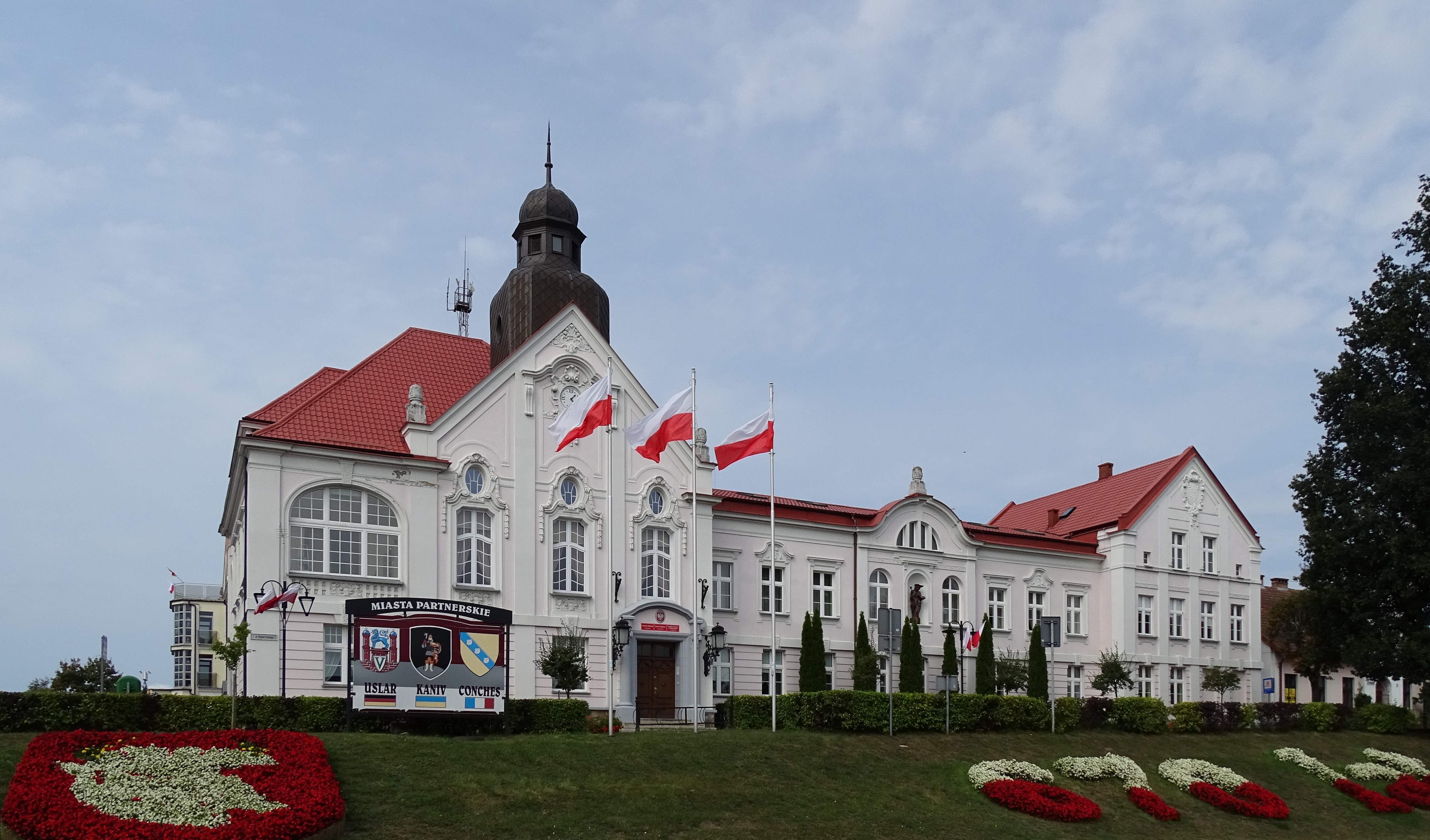
Municipio.
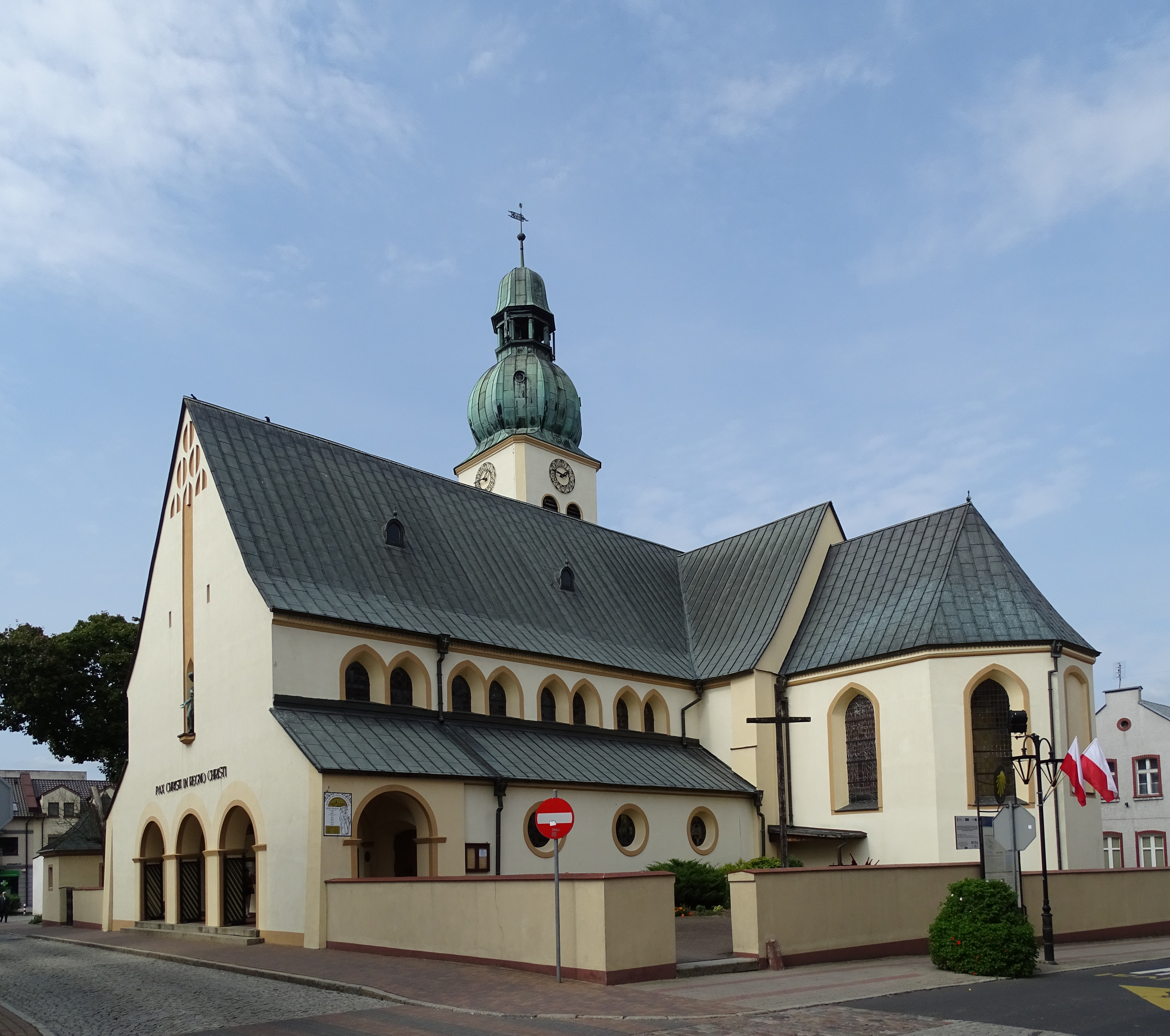
Chiesa di San Giacomo.
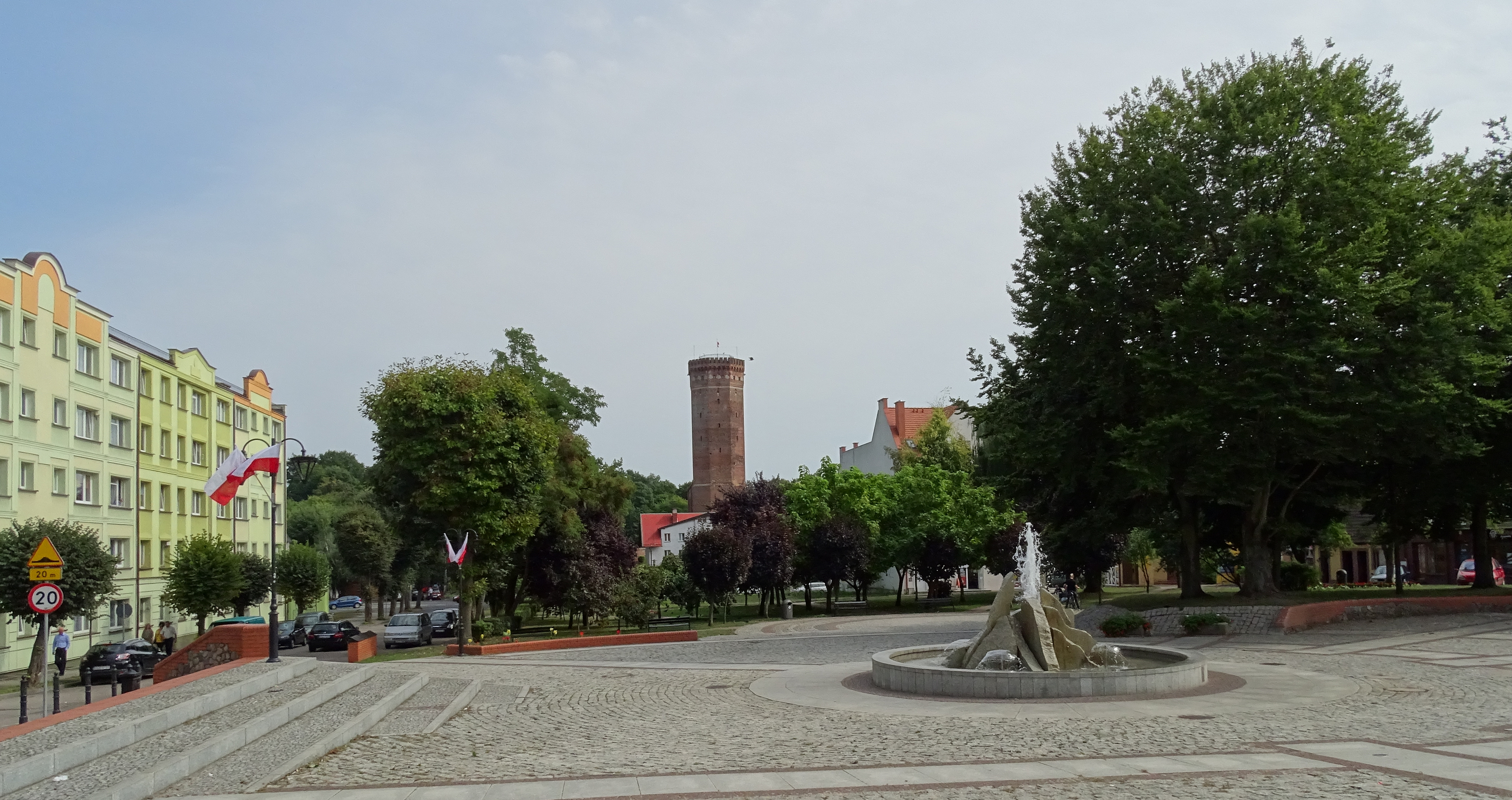
Mercato. La torre del castello è visibile.